# Декстер (Канзас)
Декстер (енгл. Dexter) град је у америчкој савезној држави Канзас.

## Демографија
По попису из 2010. године број становника је 278, што је 86 (-23,6%) становника мање него 2000. године.
| Група             | 2000.       | 2010.       |
| Белци             | 334 (91,8%) | 263 (94,6%) |
| Афроамериканци    | 1 (0,3%)    | 0 (0,0%)    |
| Азијати           | 0 (0,0%)    | 0 (0,0%)    |
| Хиспаноамериканци | 4 (1,1%)    | 2 (0,7%)    |
| Укупно            | 364         | 278         |